# Interkulturelle Literatur
Als inter- oder multikulturelle Literatur bezeichnet man heute die Literatur von Autoren, die aus einer von mindestens zwei Kulturräumen geprägten Sichtweise schreiben. Sie ist auch als Literatur der Kultursynthesen beschreibbar. Interkulturelle Literaturen sind Bestandteil der Nationalliteraturen. Als solcher behandelt sie ebenso Identitätsfragen nationaler oder kultureller Minderheiten innerhalb einer Mehrheitsgesellschaft wie umgekehrt die Selbstkonstitution der Mehrheit gegenüber allen "Anderen". Dadurch hat letztlich jeder Text einen interkulturellen Aspekt.

## Multikulturelle Literaturen des deutschsprachigen Raumes
Kulturelle Vielfalt ist Grundmoment deutscher Kultur und Geschichte: Im Mittelalter trafen römische, keltische, germanische und slawische, heidnische, christliche und jüdische Traditionen aufeinander und wirkten in unterschiedlichem Maße auf deutschsprachige Texte ein. Anderssprachige Texte entstanden vorrangig seit dem 18. Jahrhundert in Gebieten mit sorbischer, litauischer oder (seit den polnischen Teilungen) polnischer Bevölkerung, in den Territorien der Habsburger auch in Ungarisch, Tschechisch und weiteren slawischen Sprachen. Seit dieser Zeit entwickelt sich deutschsprachige Literatur in produktivem Austausch oder sich unterscheidender Abgrenzung.
Die Bevölkerungsbewegungen des 20. Jahrhunderts brachten eine Vielzahl kultureller Veränderungen mit sich, in deren Zuge auch neue interkulturelle Literaturen entstanden. Zu den zurzeit wichtigsten unter ihnen gehören die neuere deutsch-türkische Literatur und die deutsch-arabische Literatur. Einen Sonderfall stellt die Literatur der Juden in Deutschland dar, da ihre Bezeichnung als inter- oder multikulturelle Literatur von zwei gegebenen getrennten Kulturräumen auszugehen hätte und somit die Ausgliederung der deutsch-jüdischen aus der deutschen Kultur fortschreibt. In jedem Fall wäre von einer sensiblen Lektüre der einzelnen Werke auszugehen.